# Viêm da tiết bã nhờn
Viêm da tiết bã nhờn là bệnh về da gặp ở hai nhóm bệnh nhân riêng biệt. Thể trẻ nhỏ được đặc trưng bằng những vẩy lớn màu vàng trên da đầu, mặt, vùng quấn tã và thường tự khỏi. Thể người lớn ảnh hưởng đến da đầu, mặt, trước ngực kèm theo ngứa không tương xứng với mức độ tương đối nhẹ của vẩy và hồng ban.

## Tỷ lệ hiện mắc và bệnh nguyên
Viêm da tiết bã nhờn ở trẻ em là tình trạng tương đối phổ biến ở trẻ nhỏ và có thể gây nhầm lẫn với viêm da tạng dị ứng ở trẻ nhỏ. Bệnh nguyên còn chưa rõ. Không có bất kỳ sự liên quan nào giữa thể viêm da tiết bã nhờn ở trẻ nhỏ và người lớn, và cũng không có bằng chứng rằng trẻ em bị viêm da tiết bã nhờn lúc còn nhỏ lại có nguy cơ cao hơn thể người lớn về sau này.
Viêm da tiết bã nhờn ở người lớn ít gặp hơn nhưng lại dai dẳng hơn. Thường gặp nhất ở nam trưởng thành và thường ở trên thân người tại những nang lông và được gọi là viêm nang lông tăng tiết bã nhờn. Viêm da tiết bã nhờn mức độ nhẹ là thường gặp ở người lớn. Mặc dù tên gọi là như vậy nhưng vẫn chưa phát hiện ra sự thay đổi cả về số lượng và chất trong quá trình tiết chất bã nhờn ở cả trẻ nhỏ và người lớn. Pitirosporum ovale được tìm thấy với số lượng lớn hơn trên da bình thường ở những bệnh nhân viêm da tiết bã nhờn và có một tỷ lệ bệnh nhân đáp ứng với liệu pháp kháng nấm tại chỗ. Những dẫn chứng này rõ rang coi Pitirosporum ovale như là yếu tố bệnh nguyên mặc dù chưa xác định được yếu tố này có vai trò tiên phát hay thứ phát.

## Biểu hiện lâm sàng
Ở trẻ nhỏ, thường có biểu hiện từ rất nhỏ với những vẩy vàng lớn ở trên da đầu lan xuống trán. Cũng thường thấy tổn thương ở trên thân người vùng quấn tã lót và nách. Không ngứa và trẻ thường vẫn ăn, ngủ tốt. Đây là điểm có giá trị chẩn đoán trong bệnh viêm da tiết bã nhờn và để phân biệt với viêm da tạng dị ứng.
Ở người lớn, bao gồm những tổn thương riêng rẽ trông giống như tráng men, màu đỏ hoặc màu vàng, ngứa nhẹ hoặc không có triệu chứng, chủ yếu ở trên thân người. Những vị trí thường có tổn thương là vùng cán ức, nách, rãnh dưới vú, bẹn, tai ngoài. Tổn thương ở mặt phổ biến hơn ở nam giới và có thể rất dai dẳng, đặc biệt là rãnh mũi môi. Những tổn thương trên thân có thể có hình tròn màu hồng nhợt và khó quan sát dù có triệu chứng. Da đầu thường bị ảnh hưởng và có thể là gàu nặng và dai dẳng (vẩy và hồng ban trên da đầu). Thường ảnh hưởng đến lông mày và mí mắt với mí mắt dính dấp vào lúc sáng sớm. Viêm mí mắt này có thể không đáp ứng với điều trị. Nhìn chung viêm da tiết bã nhờn dai dẳng, nặng gặp tỷ lệ cao ở những bệnh nhân HpV dương tính.

## Chẩn đoán
Có thể chẩn đoán nhầm với viêm da tiếp xúc dị ứng, vẩy nến và lang ben. Thử nghiệm miếng dán sẽ loại trừ được viêm da tiếp xúc dị ứng; và tổn thương màu vàng, nhờn cùng với sự phân bố của tổn thương là những dấu hiệu phân biệt với vẩy nến; nhưng đặc điểm này cũng dễ bị nhầm, đặc biệt khi có tổn thương trên da đầu. Tuy nhiên, trong bệnh vẩy nến các tổn thương dễ quan sát và có vẩy lớn, thô, ánh bạc; còn trong viêm da tiết bã nhờn thì các tổn thương lan tràn hơn với vẩy nhỏ, mảnh hơn. Tìm nấm từ cạo tổn thương sẽ loại trừ được lang ben và có thể thấy số lượng lớn nấm men P.ovale. Viêm nang tăng tiết bã nhờn thường đi kèm với viêm da tiết bã nhờn ở thân, bao gồm nhiều sẩn nhỏ ở trên các nang và được cho là sự xâm nhập quá mức của P.versicolor vào các nang. Loại này có thể kháng lại điều trị.

## Điều trị
Viêm da tiết bã nhờn là bệnh mạn tính có khuynh hướng tái phát bất kể điều trị gì. Hiện nay, điều trị được lựa chọn là thuốc chống nấm nhóm imidazol dùng tại chỗ như kem ketoconazol và dầu gội đầu (Nizoral), sulconazol (Exelderm); miconazol (Daktarin); clotrimazol (Lotrimin); econazol (Spectazole). Các imidazol đường uống có hiệu quả nhưng chỉ nên cân nhắc khi dùng tại chỗ thất bại, và không nên dùng liên tục trong thời gian dài. Viêm nang tăng tiết bã nhờn đặc biệt khó điều trị và có thể đáp ứng với imidazol toàn thân.
Các steroid yếu dùng tại chỗ cũng có tác dụng (như kem hydrocortison 1% bôi ở mặt và các nếp gấp), nhưng cũng như điều trị bằng nhóm imidazol, bệnh nhân có khuynh hướng tái phát.